# Distretto di Ajoyani
Il distretto di Ajoyani è un distretto del Perù, facente parte della provincia di Carabaya, nella regione di Puno.